# Niemandslandroute

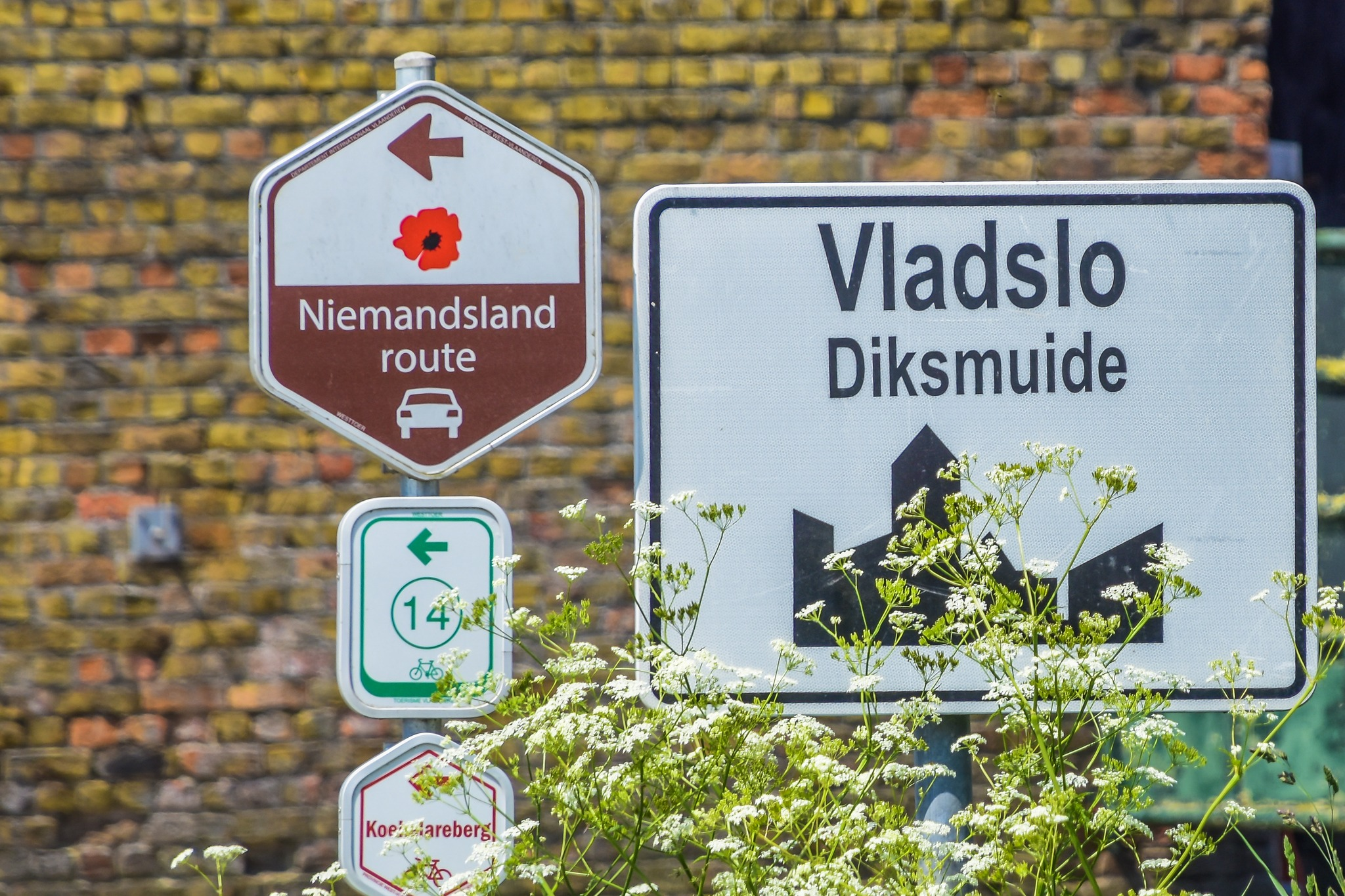

De Niemandslandroute is een bewegwijzerde toeristische autoroute in de Westhoek in Vlaanderen. De 68,1 km lange route is bewegwijzerd met bruin-witte zeshoekige borden. De route loopt langs Diksmuide, Lo-Reninge, Langemark-Poelkapelle. 